# Laundry Service: Washed & Dried
Laundry Service: Washed & Dried je název pro výběrové video CD vydané roku 2002 zpěvačkou Shakirou. Tato sada obsahuje 2 CD.

## Tracklist

### CD 1
1. „Objection (Tango)“ (Shakira) - 3:44
2. „Underneath Your Clothes“ (Mendez, Shakira) - 3:45
3. „Whenever, Wherever“ (G. Estefan, Mitchell, Shakira) - 3:16
4. „Rules“ (Mendez, Shakira) - 3:40
5. „The One“ (Ballard, Shakira) - 3:43
6. „Ready for the Good Times“ (Mendez, Shakira) - 4:14
7. „Fool“ (Buckley, Shakira) - 3:51
8. „Te Dejo Madrid“ (Mitchell, Noriega, Shakira) - 3:07
9. „Poem to a Horse“ (Ochoa, Shakira) - 4:09
10. „Que Me Quedes Tú“ (Ochoa, Shakira) - 4:48
11. „Eyes Like Yours (Ojos Así)“ (G. Estefan, Flores, Garza, Shakira) - 3:58
12. „Suerte (Whenever, Wherever)“ (Mitchell, Shakira) - 3:16
13. „Te Aviso, Te Anuncio (Tango)“ (Shakira) - 3:43
14. „Whenever, Wherever (Sahara Mix) (Bonus Track)“ (G. Estefan, Mitchell, Shakira) - 3:57
15. „Underneath Your Clothes (Acoustic Version) (Bonus Track)“ (Mendez, Shakira) - 3:57
16. „Objection (Tango) (Afro-Punk Version) (Bonus Track)“ (Shakira) - 3:53

### Video listing - CD 2
1. Objection (Tango) - živě z MTV Video Music Awards
2. MTV's Making Of „Objection“ Video
3. Objection (Tango) Video